# تطور تقاربي
التطور التقاربي وكذلك النشوء المتقارب هو التطور المستقل للميزات المتشابهة في الأنواع ذات الأنساب المختلفة، أي أن يُطَوّر كائنان مختلفان من أصلين مختلفين غير متعلّقين صفاتٍ وميزات حيوية متقاربة أو متطابقة. يخلق التطور التقاربي هياكل مماثلة لها شكل أو وظيفة مشابهة ولكن لم تكن موجودة في آخر سلف مشترك لتلك المجموعات. يعد التطور المتكرر للرحلة مثالاً كلاسيكيًا حيث أن الحشرات الطائرة والطيور والتيروصورات والخفافيش طورت بشكل مستقل القدرة الإنتاجية للطيران.
إن الميزات المتشابهة وظيفيًا التي نشأت من خلال التطور التقاربي هي مماثلة، في حين أن الهياكل أو السمات المتجانسة لها أصل مشترك ولكن يمكن أن يكون لها وظائف مختلفة. أجنحة الطيور والخفافيش والزاحف المجنح هي هياكل مماثلة لكن أضلاعها الأمامية متجانسة وتتقاسم حالة أجدادها على الرغم من تقديم وظائف مختلفة.
إن عكس التطور التقاربي هو التطور التباعدي أو النشوء المتباعد حيث تتطور الأنواع ذات الصلة بسماتٍ مختلفة. يشبه التطور التقاربي التطور الموازي الذي يحدث عندما يتطور نوعان مستقلان في نفس الاتجاه وبالتالي يكتسبان خصائص متشابهة بشكلٍ مستقل.

## اختلافات

### تصنيف فرعي (كلاديسيات)
في التصنيف الفرعي، إن التماثل هو سمة مشتركة بين اثنين أو أكثر من الأصناف لأي سبب آخر غير أنها تشترك في أصل مشترك. إن الأصناف التي تشترك في النسب هي جزء من نفس الفرع الحيوي؛ ويسعى التصنيف الفرعي إلى ترتيبهم وفقًا لدرجة ارتباطهم بوصف التكاثر. لذلك، فإن السمات المتماثلة الناتجة عن التقارب هي من وجهة نظر العلماء عوامل مربكة يمكن أن تؤدي إلى تحليل غير صحيح.

### التأسل الرجعي
في بعض الحالات، يكون من الصعب معرفة ما إذا كانت إحدى السمات قد فُقدت ثم أعيد تطويرها بشكلٍ تقاربي أو ما إذا كان قد توقف تشغيل المورثة ببساطة ثم إعادة تمكينها لاحقًا. تسمى هذه السمة التي ظهرت من جديد باسم التأسل الرجعي atavism.
من وجهة نظر رياضية، يكون للمورثة غير المستخدمة (المحايدة بشكلٍ انتقائي) احتمال تناقص مستمر في الاحتفاظ بالوظيفة المحتملة بمرور الوقت. يختلف المقياس الزمني لهذه العملية اختلافًا كبيرًا في الأنساب المختلفة مثل في الثدييات والطيور حيث هناك احتمال معقول للبقاء في الجينوم في حالة وظيفية محتملة لنحو 6 ملايين سنة.

### التطور التقاربي ضد الموازي
عندما يتشابه نوعان في ميزة معينة، يُعرَّف التطور على أنه موازٍ إذا كان الأجداد متشابهين أيضًا ومتقاربين إذا لم يكونوا كذلك. على الرغم من بعض التداخل، لا تزال هناك فروق مهمة بين الاثنين.

## على المستوى الجزيئي

### مواقع البروتياز النشطة
يوفر أنزيم البروتياز بعضًا من أوضح الأمثلة على التطور التقاربي. تعكس هذه الأمثلة القيود الكيميائية الجوهرية على الأنزيمات مما يؤدي إلى تقارب التطور للالتقاء على حلول معادلة بشكلٍ مستقل ومتكرر.
تستخدم البروتياز السيري والسيستيني مجموعاتٍ وظيفيةٍ مختلفة من الأحماض الأمينية (كحول أو ثيول) باعتبارها نواة. من أجل تفعيل هذه النواة، يوجهون بقايا حمضية وأساسية في ثالوث محفّز. تسببت القيود الكيميائية والفيزيائية على تحفيز الأنزيم في تطور ترتيبات ثلاثية مماثلة بشكلٍ مستقل أكثر من 20 مرة في أنواع مختلفة من الأنزيمات الفائقة.
يستخدم البروتياز ثريونين الحمض الأميني ثريونين باعتباره نواة تحفيزية. على عكس السيستين والسيرين، فإن الثريونين هو كحول ثانوي (أي لديه مجموعة ميثيل). تقيد مجموعة الميثيل من الثريونين إلى حدٍ كبير التوجهات المحتملة للثلاثي والركيزة حيث يصطدم الميثيل إما مع العمود الفقري للإنزيم أو بقاعدة الهستيدين.
إن معظم البروتياز في الثريونين يستخدم الثريونين ذو الطرف N لتجنب مثل هذه الاشتباكات التجسيمية. تستخدم العديد من الأنزيمات الفائقة المستقلّة تطوريًا ذات الطيات البروتينية المختلفة بقايا الطرف N باعتبارها نواة.

### أحماض نووية
يحدث التقارب على مستوى الحمض النووي وتسلسل الحمض الأميني الناتج عن ترجمة الجينات الهيكلية إلى بروتينات. توصلت الدراسات إلى تقارب في تسلسل الأحماض الأمينية في الخفافيش التي تعتمد على الصدى والدلافين وبين الثدييات البحرية بين الباندا العملاقة والحمراء. اكتُشف التقارب أيضًا في نوع من الحمض النووي غير المشفر وعناصر تنظيمية مترابطة كما هو الحال في معدلات تطورها وهذا يمكن أن يشير إما إلى اختيار إيجابي أو اختيار تطهير مريح.

## في التشكل الحيواني

### خصائص مشتركة
تقاربت الحيوانات المائية بما في ذلك الأسماك مثل سمك الرنجة، والثدييات البحرية مثل الدلافين، والإكثيوصورات (من الدهر الوسيط) جميعها بنفس الشكل المبسط. إن شكل الجسم المغزلي (أنبوب مدبب في كلا الطرفين) عند العديد من الحيوانات المائية هو التكيف لتمكينهم من السفر بسرعةٍ عالية في بيئة السحب العالية. عُثر على أشكال جسدية مماثلة في الأختام عديمة الأذنين والأختام ذات الأذنين حيث لا يزال لديهم أربعة أرجل لكنها تُعدّل بقوة للسباحة.

### تحديد الموقع بالصدى
كتكيف حسي، تطور تحديد الموقع بالصدى بشكلٍ منفصل عند الدلافين والحيتان والخفافيش ولكن من نفس الطفرات الوراثية.

### عيون
أحد أفضل الأمثلة المعروفة للتطور التقاربي هو عين الكاميرا من رأسيات الأرجل (مثل الحبار والأخطبوط) والفقاريات (بما في ذلك الثدييات) والكنيداريا (مثل قنديل البحر). كان لدى سلفهم المشترك الأخير على الأقل بقعة بسيطة للضوء ولكن لقد أدت مجموعة من العمليات إلى التحسين التدريجي لعيون الكاميرا مع اختلاف حاد حيث أن عين السيفالوبود «سلكية» في الاتجاه المعاكس مع دخول الأوعية الدموية والأوعية العصبية من الجزء الخلفي من شبكية العين بدلًا من الجبهة كما هو الحال في الفقاريات. نتيجة لذلك، يفتقر رأسيات الأرجل إلى نقطة عمياء.

### فم الحشرات
تُظهر أجزاء فم الحشرات العديد من أمثلة التطور التقاربي. تتكون أجزاء الفم من مجموعات الحشرات المختلفة من مجموعة من الأعضاء المتجانسة المتخصصة في المدخول الغذائي لتلك المجموعة من الحشرات. بدأ التطور التقاربي للعديد من مجموعات الحشرات من أجزاء الفم الأصلية المضغية إلى أنواع وظيفية مختلفة وأكثر تخصصًا. وتشمل هذه، على سبيل المثال، تنظير الحشرات الزائرة للزهور مثل النحل والخنافس الزهرية أو أجزاء الفم الماصة للحشرات الماصة للدماء مثل البراغيث والبعوض.

### إبهامات متقابلة
غالبًا ما ترتبط الإبهامات المتقابلة التي تتيح استيعاب الأشياء بأعلى رتب الحيوانات الثديية مثل البشر والقرود والقردة الكبيرة والليمورات. تطورت هذه الإبهامات أيضًا في حيوانات الباندا العملاقة، لكن هذه الأشكال مختلفة تمامًا في هيكلها حيث تحتوي على ستة أصابع بما في ذلك الإبهام والتي تنشأ من عظام الرسغ بشكلٍ منفصل تمامًا عن الأصابع الأخرى.

## في النباتات

### ثمار
ومن الأمثلة الجيدة على التقارب في النباتات تطور فواكه صالحة للأكل مثل التفاح. تضم هذه الفاكهة خمسة أخبية وأنسجتها التبعية التي تشكل قلب التفاح، وتحيط بها هياكل من خارج الفاكهة النباتية أو الوعاء. تشمل الثمار الأخرى الصالحة للأكل أنسجة نباتية. على سبيل المثال، الجزء السمين من الطماطم هو جدران الطحلب. يعني هذا تطورًا تقاربيًا تحت ضغط انتقائي وفي هذه الحالة تنافس الحيوانات على تشتت البذور من خلال استهلاك الفواكه السامة.

## طرق الاستدلال

### التدابير القائمة على النمط
تتضمن الطرق السابقة لقياس التقارب نسب المسافة الظاهرية والتطور من خلال محاكاة التطور مع نموذج الحركة البراونية لتطور السمات على طول النسق.

### التدابير القائمة على العملية
تتناسب طرق استنتاج التقارب القائم على العمليات مع نماذج الاختيار مع بيانات السلالة والتواصل المستمر لتحديد ما إذا كانت نفس القوى الانتقائية قد أثّرت على الأنساب.